# 華格納法則
華格納法則（英語：Wagner's law）是德國經濟學家阿道夫·華格納提出的理論，認為政府支出會隨著產業工業化而成長。

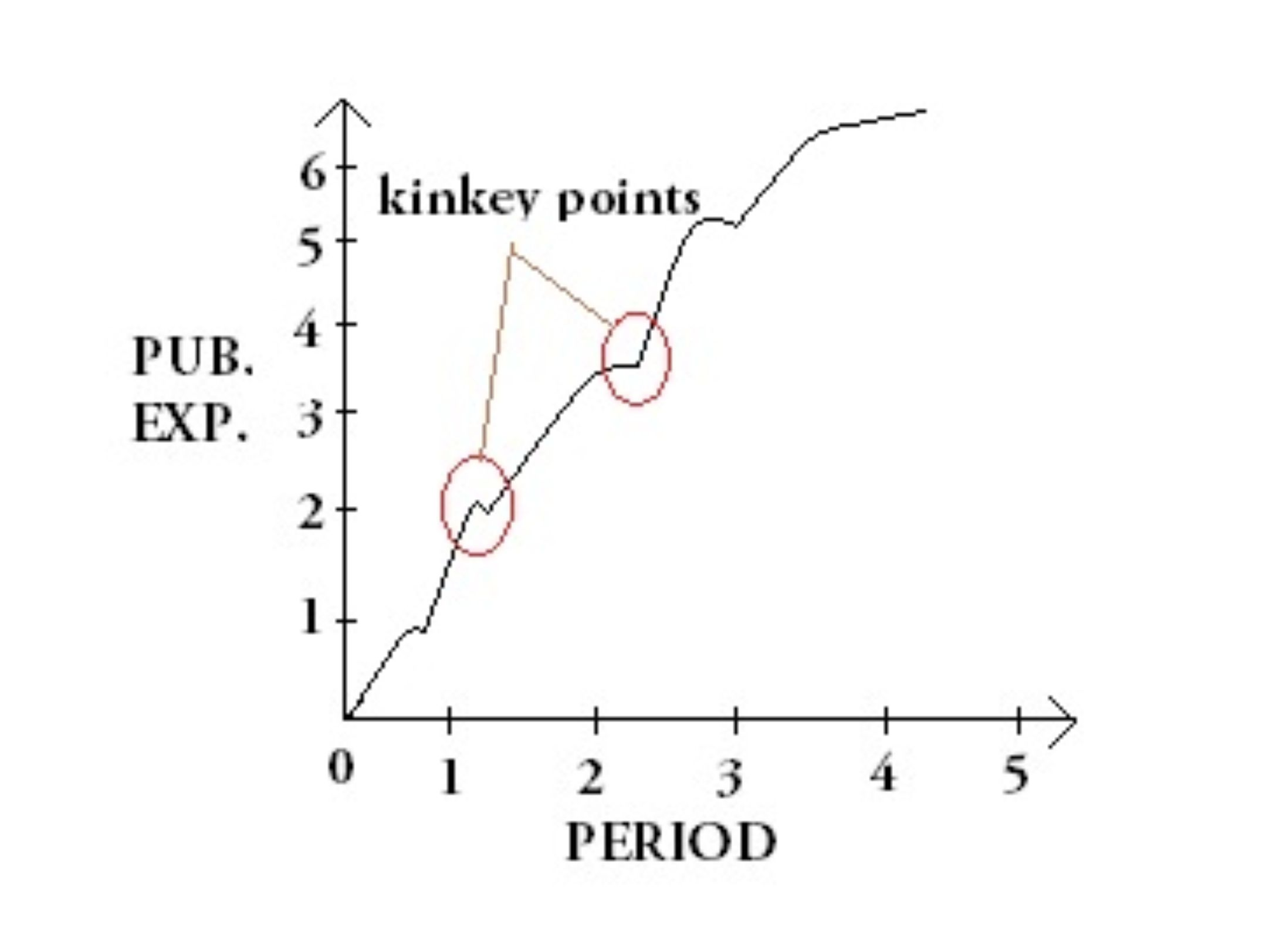
Graph showing kink in increasing public expenditure in The "Peacock-Wiseman Hypothesis".

## 理論
- 經濟富裕增加政府稅收，連帶促進政府增加支出。
- 人口增加、都市密集化、依賴人口增加，政府介入社會活動是必然的結果，政府支出勢必大幅增加。
- 政府成長是為回應工商業界擴張投資的需求，國家必須提供產業必須的資金以應技術升級、經濟規模、對外競爭等超出私部門的大量資本需求。